# Nicolás Salmerón
Nicolás Salmerón Alonso (10. dubna 1838 Alhama la Seca - 20. září 1908 Pau) byl španělský politik a filozof. Byl třetím prezidentem první španělské republiky, avšak ve funkci vydržel jen měsíc a půl. Odstoupil kvůli morálnímu problému s podepisováním rozsudků smrti. Byl výmluvným parlamentním řečníkem a profesorem metafyziky na Madridské univerzitě. Jako filozof vyznával panteistický krausismus.

## Život
Byl synem venkovského lékaře. Jeho otec byl známý svým liberalistickým přesvědčením. Matka zemřela krátce po jeho narození a o jeho výchovu se poté starala přísná a zbožná starší sestra. Jeho o šestnáct let starší bratr Francisco Salmerón se stal významným politikem, předsedou sněmovny a ministrem zámoří. Nicolás vystudoval právo, filozofii a literaturu na univerzitě v Granadě. Jeho celoživotním přítelem se zde stal filozof Francisco Giner de los Ríos. V roce 1859 byl jmenován docentem filozofie na Instituto San Isidro v Madridu a v roce 1860 získal stejné místo na Filosofické a literární fakultě Centrální univerzity v Madridu, na které v roce 1865 ale rezignoval, aby nekonkuroval Emiliovi Castelarovi. V roce 1864 byl zvolen do čela katedry univerzální historie na univerzitě v Oviedu, i když tuto pozici v praxi nikdy nevykonával. V roce 1867 se na Madridské univerzitě stal profesorem. Sympatizoval s liberální a republikánskou Demokratickou stranou (Partido Democrático), publikoval politické články v liberálních novinách La Discusión a La Democracia. V červnu 1867, během závěrečné krize vlády Isabely II., byl zatčen a na pět měsíců uvězněn ve věznici Saladero. Byl obviněn z účasti na chystaném převratu Francisca Pi y Margalla. Po revoluci v roce 1868, která ze země vyhnala královnu Isabelu, byl očištěn a znovu dosazen na univerzitu. Zapojil se i do revolučního a politického dění. Ve volbách v roce 1869 bez úspěchu kandidoval na poslance za provincii Almería. Byl zastáncem umírněného republikanismu, podílel se na přeměně Demokratické strany na Federální demokratickou republikánskou stranu. Od roku 1869 vedl katedru metafyziky na Madridské univerzitě. Ve volbách v roce 1871 byl zvolen poslancem za provincii Badajoz a poprvé tak vstoupil do generálních kortesů. V parlamentu hájil unitární stát před federalizačními snahami. V roce 1871 hájil zákonnost První internacionály, Pařížskou komunu a právo pracujících svobodně se sdružovat.
Po abdikaci krále Amadea I. byla v únoru 1873 vyhlášena první republika a Salmerón byl jmenován ministrem spravedlnosti ve vládě Estanislao Figuerase. Prosazoval zrušení trestu smrti. 13. června byl zvolen předsedou parlamentu. Po rezignaci Pi a Margalla pak byl 18. července 1873 zvolen i prezidentem - již třetím za pouhých pět měsíců silně nestabilní první republiky. Ani on ve funkci ale nevydržel dlouho, 7. září odstoupil s tvrzením, že nemůže podepsat rozsudky smrti nad některými vojáky, kteří byli souzeni za spolupráci s kantonalisty. Někteří historici však odmítají, že by to byl důvod skutečný a poukazují na rozkol uvnitř Salmerónovi strany jako hlavní příčinu, nicméně Salmerón se i tak stal symbolem pro bojovníky proti trestu smrti a jiné lidskoprávní aktivisty. Po rezignaci se vrátil na post předsedy sněmovny.
Po pádu republiky v roce 1874 a restauraci Bourbonů se Salmerón na krátkou dobu vrátil na pozici vedoucího katedry metafyziky na Madridské univerzitě, avšak 17. července 1875 byl z univerzity vyhozen v rámci rozsáhlé monarchistické čistky. V roce 1876 podepsal zakládající manifest Progresivní republikánské strany, kvůli čemuž byl vzápětí donucen odejít do exilu v Paříži. Strávil v něm devět let. Během této doby vykonával advokátní praxi a spřátelil se zejména s Georgem Clemenceauem. Na setkání v jeho domě kromě něj chodili i Bernardino Machado nebo Victor Hugo. Po amnestii v roce 1885 se vrátil do Madridu a znovu získal místo profesora na univerzitě. Roku 1886 se vrátil do politiky, když vstoupil do Republikánské pokrokové strany (Partido Republicano Progresista) a po volbách toho roku zasedl znovu v parlamentu. V roce 1886 se ale rozešel s vůdcem strany Ruizem Zorrillou. Odešel ze strany i s několika svými stoupenci a v roce 1887 založil Centralistickou republikánskou stranu (Partido Republicano Centralista), se kterou se zúčastnil voleb v roce 1891. Získal křeslo poslance za provincii Barcelona. Byl poslancem až do roku 1907, přičemž jeho strana vytvořila roku 1893 širší koalici zvanou Fusión Republicana. Převzal též vedení deníku La Justicia (1888-1897). Roku 1903 vznikla Republikánská unie, která svedla dohromady všechny republikánské strany ve Španělsku. Dosáhla pozoruhodného úspěchu ve volbách v roce 1903, zejména v Katalánsku.
V posledních letech svého života se dostal na pozice umírněného katalánského nacionalismu, roku 1907 předsedal volební koalici Katalánská solidarita. Zemřel roku 1908 na dovolené ve francouzském městě Pau. V roce 1915 byly jeho ostatky přemístěny do Madridu, jeho hrob se nachází vedle mauzolea Francisca Pi y Margalla.